# Xalam

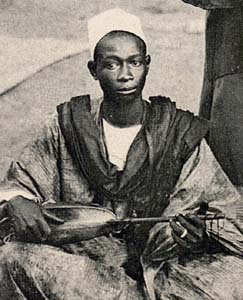
Ein xalamkat der Wolof, 1910

Xalam (Wolof), auch khalam, halam, kalam (der erste Buchstabe steht für den uvularen Frikativ ch), ist eine fünfsaitige gezupfte Binnenspießlaute mit einem langovalen hölzernen Korpus, einer Hautdecke und einem fächerförmigen Steg, die von xalamkat genannten Berufsmusikern (Griots) der Wolof in Senegal, Gambia und im Süden von Mauretanien gespielt wird. Die Mandinka nennen eine ähnliche Binnenspießlaute ngoni und bei Berbern in Mauretanien heißt dieser in Westafrika verbreitete Lautentyp tidinit. Auch die musikalische Tradition teilt die xalam mit anderen Binnenspießlauten. Die unterschiedlichen westafrikanischen Zupflauten gehen mutmaßlich auf altägyptische Vorbilder zurück. Die xalam galt bis um 2000 als Vorläuferin des amerikanischen Banjos, das von afrikanischen Sklaven in der Karibik entwickelt wurde.

## Herkunft und Verbreitung

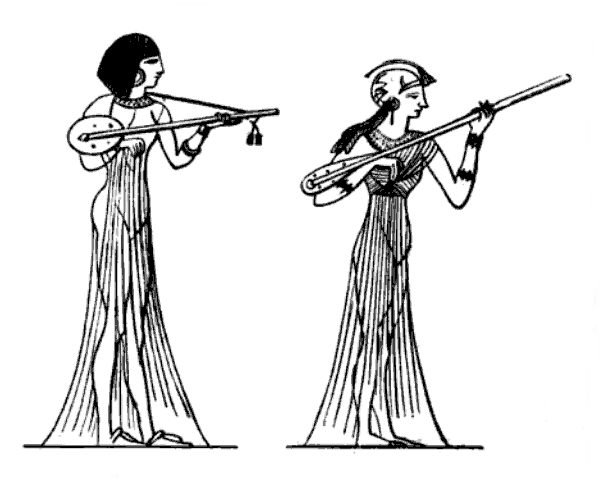
Altägyptische Lautenspielerinnen. Eine Langhalslaute mit einem annähernd kreisrunden und die andere mit einem langovalen Korpus. Zeichnung in François-Joseph Fétis, Histoire générale de la musique, 1869.

Leiern und Bogenharfen sind erstmals von Abbildungen aus der sumerischen Zeit in Mesopotamien ab dem Anfang des 3. Jahrtausends v. Chr. und etwas später auch aus dem Alten Ägypten bekannt. Die dritte und letzte Gruppe der Saiteninstrumente sind die Lauten, die mit den Hyksos (17./16. Jahrhundert v. Chr.) nach Ägypten gelangten, wo die einfachen westasiatischen Langhalslauten weiterentwickelt wurden und zwei symmetrische Schalllöcher in der Decke erhielten. Wandbildern aus dem Neuen Reich (1550 bis 1070 v. Chr.) zufolge wurden Langhalslauten bei Bankettszenen und rituellen Prozessionen verwendet. Einigen gut erhaltenen Funden von Lauten aus der pharaonischen Zeit zufolge gehörten diese typologisch zu den Spießlauten, bei denen der schlanke Halsstab durch den Resonanzkörper hindurch gesteckt ist oder auf beiden Seiten über den Rand hinwegführt. Unterschieden werden Lauten mit einem etwa kreisrunden Korpus (meist aus einem Schildkrötenpanzer gefertigt) und mit einem langovalen, aus Holz geschnitzten Korpus. Die Saiten der altägyptischen Lauten waren am oberen Ende nicht an Wirbeln, sondern mit Schnurwicklungen direkt am Halsstab festgebunden. Erst die in frühchristlicher,  koptischer Zeit gebauten Halslauten, deren Korpus und Hals aus einem Block geschnitzt sind, besitzen Wirbel.
Eine instrumentenkundlich von den Spießlauten unterschiedene Gruppe innerhalb der Lauteninstrumente bilden die Binnenspießlauten vom Typ der xalam, deren Halsstab in den Korpus hineingesteckt ist oder so auf dessen Rand aufliegt, dass er kurz vor der gegenüberliegenden Seite im Innern endet. Auch manche altägyptische Langhalslauten gehörten wohl zu dieser Gruppe. Wahrscheinlich trifft dies auch für zwei Lauten mit einem birnenförmigen Korpus aus der pharaonischen Spätzeit (um 700 v. Chr.) zu, bei denen die erhaltenen Einzelteile entsprechend zusammengepasst werden können. Ricardo Eichmann (1987) stellt eine Verbindung von diesen altägyptischen Lauten zur heutigen marokkanischen Binnenspießlaute gimbri (gunbrī) her. Die gimbri mit ihren am Halsstab festgebundenen Saiten markiert den Endpunkt der mutmaßlichen Ausbreitungsroute der Binnenspießlauten, die zusammen mit den Spießlauten von Ägypten den Nil aufwärts zunächst nach Nubien und weiter südlich der Sahara bis nach Westafrika führte, von wo die gimbri nach Norden in die schwarzafrikanisch beeinflusste Musik Marokkos gelangte. Die Binnenspießlauten und Spießlauten verbreiteten sich somit über eine andere Route und unabhängig von der islamischen Eroberung der Araber entlang der nordafrikanischen Küste, die ab etwa 700 den Maghreb beherrschten. Henry George Farmer (1928) zufolge haben die arabischen Eroberer die gimbri im Maghreb bereits vorgefunden.

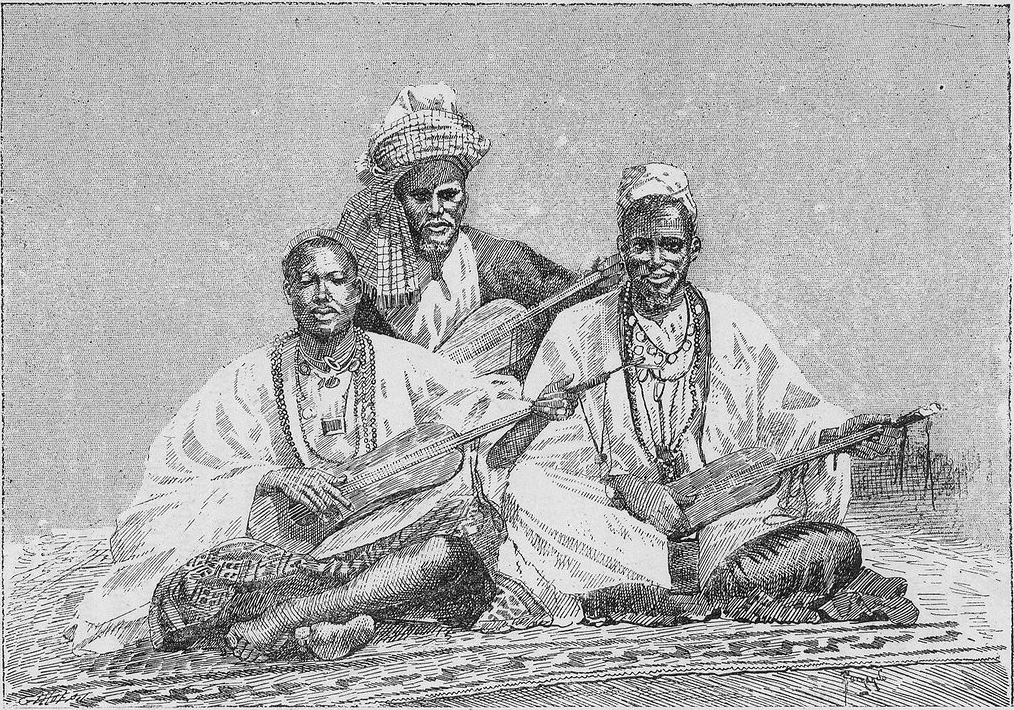
Drei Griots der Fulbe mit Binnenspießlauten hoddu im Dienst des Königs Sambala von Médine, einem Dorf in der Region Kayes in Mali, 1890.

Laut der mündlichen Überlieferung der Soninke sollen Zupflauten im mittelalterlichen Reich von Ghana gespielt worden sein. Den ersten schriftlichen Beleg für Binnenspießlauten in Westafrika liefert Ibn Battuta (1304–1377), der sich auf seiner Reise durch Westafrika im Jahr 1352 für mehrere Monate beim König des Malireichs aufhielt. Ibn Battuta beschreibt, wie der Sultan bei besonderen Anlässen sein Palastareal betrat und ihm dabei Musiker mit zweisaitigen Zupflauten vorausgingen. Die mit dem Wortumfeld von gimbri benannte Laute (basierend auf der arabischen Wurzel q-n-b-r) soll aus Gold und Silber bestanden haben. Diese Schilderung stellt auch den frühesten Nachweis für die Existenz von Berufsmusikern (Griots) im Dienst eines Herrschers in Westafrika dar.
Der venezianische Seefahrer und Händler Alvise Cadamosto berichtet von seinen Reisen 1455 und 1456 bis an die Mündung des Senegal-Flusses, dort gäbe es lediglich zwei Musikinstrumente: eine große Trommel und eine zweisaitige gezupfte Laute. In der vom Buchdrucker Valentim Fernandes 1506–1510 herausgegebenen Handschriftensammlung ist ein portugiesischer Reisebericht enthalten, der Griots als Spaßmacher und Sänger beschreibt, die Laute und cavaco spielen (portugiesisch cavaco, eine etwas größere Variante der gitarrenähnlichen Kastenhalslaute cavaquinho). Zu Form und Musik dieser Laute äußert sich Michel Jajolet de la Courbe, einer der Direktoren der französischen Senegalkompanie, in seinem Reisebericht von 1685 anerkennend, denn die Griots sangen für ihren Auftraggeber und für ihn Preislieder mit lauter Stimme. Sie begleiteten sich demnach auf einer angenehm zu hörenden kleinen Laute mit drei Saiten aus Pferdehaaren. Am Saitenträger der Laute waren Glöckchen festgebunden. Dass an der Laute zusätzlich klingende Metallteile befestigt gewesen sein konnten, bestätigt Georg Høst, von 1760 bis 1768 dänischer Konsul in der marokkanischen Hafenstadt Essaouira. Zur Abbildung einer dreisaitigen marokkanischen gimbri mit einem langen schlanken Korpus erklärt er: „Getára genáua, die gleichfalls allein von den Negern gebraucht wird...sie wird nur mit den Fingern berührt, das oberste ist eine dünne eiserne Platte mit Ringen besetzet, die ein starkes Geräusch geben.“ Mit Ringen besetzte Eisenplättchen, die als Pendelrasseln fungieren, sind bei westafrikanischen Binnenspießlauten bis heute weit verbreitet, etwa bei einigen Lauten der Hausa.
Bis zur Mitte des 19. Jahrhunderts sind nur wenige weitere Reiseberichte bekannt, in denen Zupflauten erwähnt werden. Der Afrikaforscher René Caillié bemerkt 1824 über seinen Aufenthalt bei den in der westlichen Sahara lebenden Bidhan, dass deren Berufsmusiker zur Gesangsbegleitung zwei Instrumente verwenden. Eines davon beschreibt er als wohlklingende Laute aus einem mit Schafshaut bespannten Kalebassenkorpus und fünf Saiten aus gedrehtem Pferdehaar. Zur Rolle eines Griot ergänzt Caillié, dieser sitze häufig im Zelt des Königs und singe schwärmerische Lobhudeleien, die jeden erröten lassen müssten, sofern er nicht der König selbst ist. Dabei werde der Sänger üblicherweise von seiner Frau und seinen Kindern begleitet, die auf seine Verse im Chor antworten. Nach weiteren Berichten aus dem 19. Jahrhundert scharte ein König oder ein anderer Höhergestellter zwei oder drei Griots um sich, deren Aufgabe es war, bei verschiedenen Gelegenheiten ihren Dienstherren in Liedern zu preisen. Diese Tradition der Zupflaute ist in Westafrika seit vielen Jahrhunderten weit verbreitet.
Alle afrikanischen Binnenspießlauten sind Zupfinstrumente, dagegen werden Lauten mit einem durchgehenden Spieß entweder gezupft oder mit einem Bogen gestrichen. Mit Ausnahme der marokkanischen gimbri habe alle Binnenspießlauten einen schalenförmigen Resonanzkörper. Westafrikanische Binnenspießlauten lassen sich nach zwei hauptsächlichen formalen Kriterien unterscheiden: Die Korpusform ist trogförmig aus einem Holzblock geschnitzt und der Steg steht V-förmig oder fächerförmig sich nach oben verbreiternd auf dem Ende des Saitenträgers und ragt über die Hautdecke. Hinzu kommt ein soziales Unterscheidungskriterium, denn dieser Typ wird ausschließlich von Berufsmusikern (Griots) gespielt. Dieser „Griot-Laute“ stehen Binnenspießlauten gegenüber, deren Korpus aus einer Kalebassenhalbschale oder wie bei der im Norden des Tschad gespielten keleli aus einem Blechtopf besteht und deren zylindrischer Steg (aus einem Rundstab) auf der Hautdecke liegt. Dieser Lautentyp unterliegt keinen sozialen Restriktionen und wird von jedermann zur eigenen Unterhaltung oder bei sonstigen sozialen Anlässen gespielt. Auch bei diesen nicht von Berufsmusikern gespielten Binnenspießlauten kann der Korpus aus einem Holzblock geschnitzt sein. In diesem Fall haben die Lauten mehrere Saiten, während Instrumente mit Kalebassenkorpus lediglich eine oder zwei Saiten besitzen.

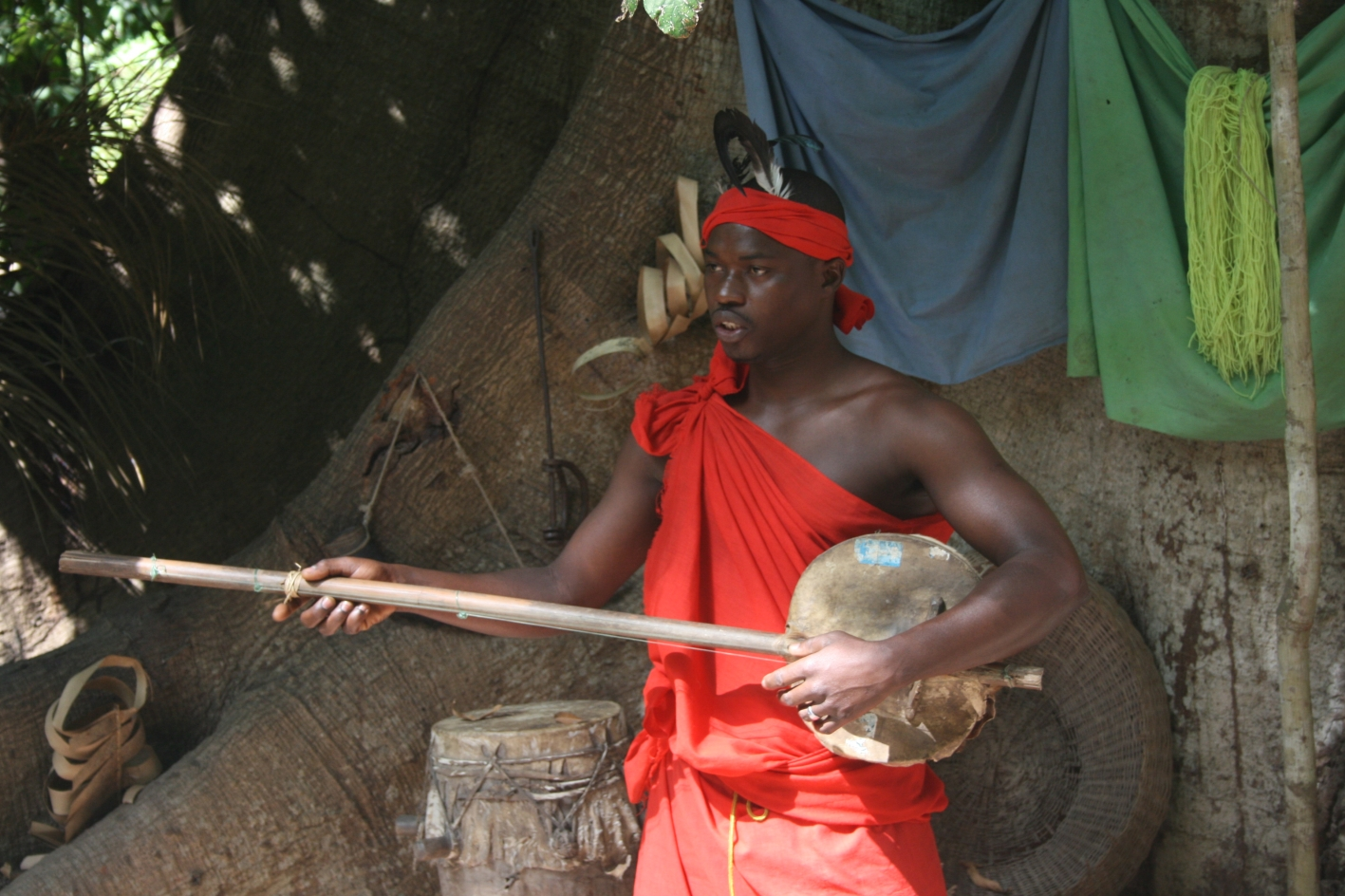
Spießlaute akonting mit rundem Kalebassenkorpus und durchgehendem Spieß

Zu den Nicht-Griot-Binnenspießlauten mit einem zylindrischen Steg gehören neben der keleli die gimbri der Gnawa in Marokko, die molo mit einem ovalen trogförmigen Korpus der Hausa in Nigeria, die kwamsa mit einem kreisrunden Korpus aus einer Kalebasse im nigerianischen Bundesstaat Sokoto, die ebensolche zweisaitige garaya der Hausa und die einsaitige kuntigi der Hausa.
Der xalam entsprechende Griot-Lauten mit einem fächerförmigen Steg und einem trogförmigen Holzkorpus sind unter anderem die ngoni der Mandinka, die wohl Ibn Battuta in Mali sah, die tidinit in Mauretanien, die tahardent der Tuareg, die gambare der Soninke und die vier- oder fünfsaitige hoddu der Fulbe. Ein anderer Name für eine große xalam in Senegal und in Gambia ist bappe, während im Osten Senegals für die fünfsaitige xalam die Bezeichnung diassaré geläufig ist.
Konstruktiv weitgehende Entsprechungen sind die ngoni, nkoni, koni und kontingo der Mandinka in Senegal und in Gambia. Auch Repertoire und Spielweise der xalam und der fünfsaitigen kontingo sind ähnlich. Mit dem Namen koonting bezeichnet der britische Afrikareisende Mungo Park in seiner Reisebeschreibung von 1799 eine Laute in Mali. Koonting, „eine Art Gitarre mit drei Saiten“, und korro, „eine große Harfe mit 18 Saiten“, sind hierbei die ältesten in Europa bekannt gewordenen afrikanischen Namen für eine westafrikanische Binnenspießlaute bzw. für die Stegharfe kora. Die namentlich aus dem Mandinka (vom Wortstamm kon, „[an eine Tür] klopfen“) übernommene akonting der Diola in der Region Casamance im Süden Senegals ist jedoch eine Spießlaute mit durchgehendem Saitenträger. Sie besitzt nur drei Saiten und einen Kalebassenresonator. Eine dreisaitige Binnenspießlaute der Mandinka ist die für Heilungszeremonien verwendete kurango.
Entsprechend der Wortherkunft von konting lässt sich xalam von kalam herleiten, einem onomatopoetisches Wort, das für „schlagen“ gebraucht wird. Auch der Name hoddu (oder hoDu) für die Binnenspießlaute der Fulbe bedeutet „[an eine Tür] klopfen/schlagen“. Eine andere Herleitung von xalam ist von xala möglich, das mit der Nebenbedeutung „eine Verwünschung gegenüber jemandem ausstoßen“ vorkommt. Ferner kennen die Khassonké in Mali das Wort xalam, das in ihrer Sprache einen in der dortigen Region Kayes (früher das Königreich Khasso) wachsenden Baum bezeichnet.

## Bauform

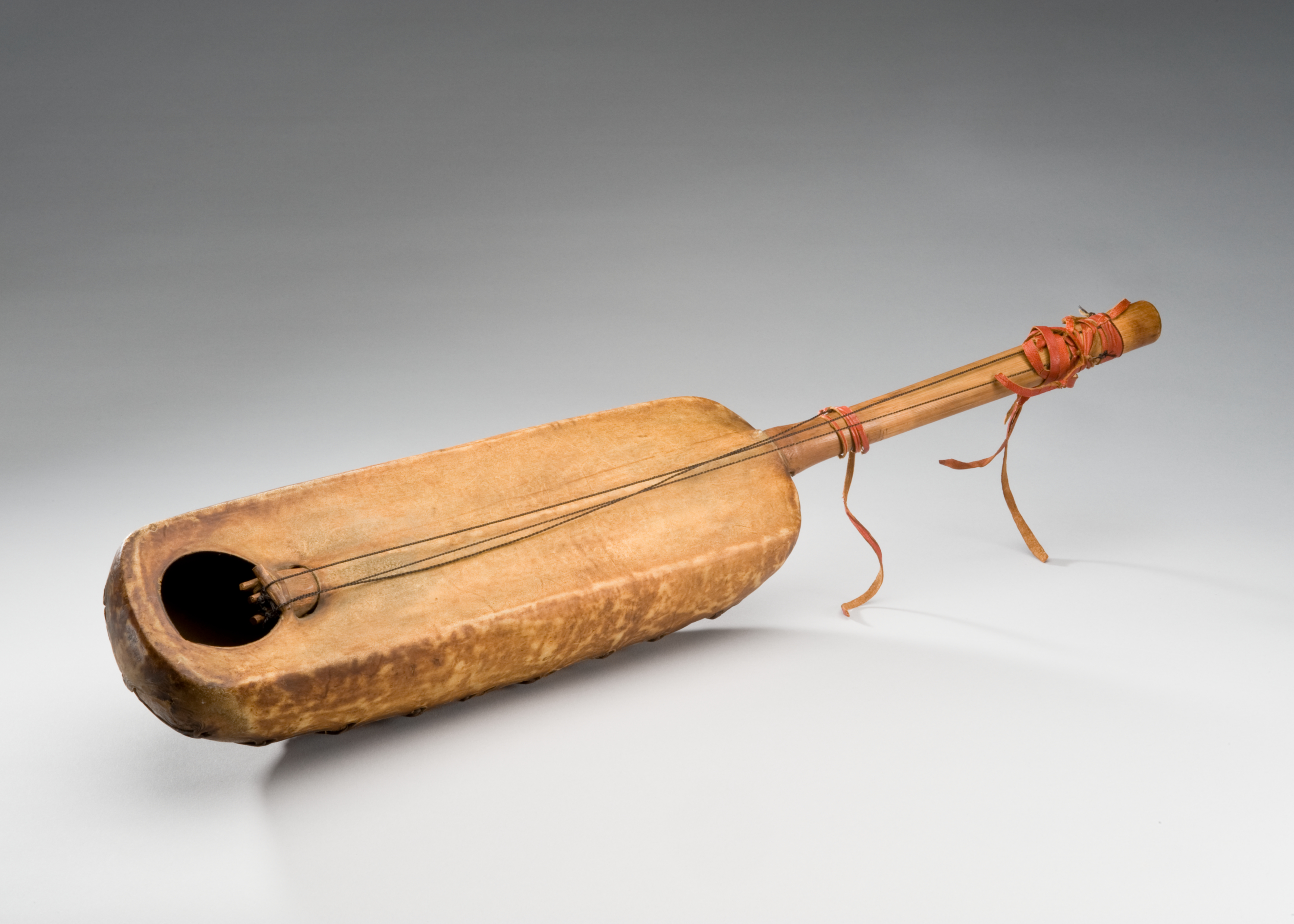
Eine molo der Hausa in Nigeria mit einem trogförmigen hölzernen Korpus und einem zylindrischen Steg.

Die xalam besitzt einen langovalen, häufig in der Seitenmitte leicht taillierten, trogförmigen Korpus, der aus einem Holzblock herausgeschnitzt wurde. Er wird in Wolof kook („Trog“, „Kanal“) genannt und aus einem beliebigen harten Holz gefertigt. Die Decke (pawd oder porr, von französisch peau, „Haut“) besteht aus einer über die Öffnung gespannten und seitlich am Rand festgenagelten Rindshaut (derunak). Nachdem die Hautdecke befestigt ist, werden zwei Löcher eingeschnitten. Der runde Saitenträgerstab (Spieß, banti xalam, „Stab der xalam“, auch geeni xalam, „Penis der xalam“) liegt am oberen Rand auf und führt durch ein Loch unter der Hautdecke bis zu einer zweiten Öffnung (dem Schallloch, bakani xalam, „Nase der xalam“) mit etwa fünf Zentimetern Durchmesser kurz vor dem unteren Rand des Korpus. Die meist fünf Saiten sind am Hals mit dünnen Streifen aus Rindshaut festgebunden und werden durch Verschieben der Wicklungen gestimmt. Die rund 30 Zentimeter langen Hautstreifen (kachiri) werden kurz ins Wasser gelegt, dann vier oder fünf Mal um den Stab gewickelt und verknotet. Beim Trocknen ziehen sich die Wicklungen zusammen und haften am Stab.
Der fächerförmige Steg ist auf dem Saitenträger aufgestellt und ragt aus dem Schallloch. Die Saiten verlaufen über den Steg bis zum Ende des Stabes im Innern. Der Steg (dessous, vom französischen Wort, oder leget, „Kalebasse“, nach dem Material, aus dem er besteht) besitzt ein kleines Loch, durch das er mit einer Schnur am Spieß festgebunden ist. Ansonsten wird der Steg durch den Druck der Saiten in seiner Position gehalten. Die fünf Saiten werden durch Einkerbungen („Zähne“) im Steg geführt. Früher wurden Saiten aus Pferdehaar, Raphiafasern oder anderen Pflanzenfasern gefertigt. Die heute für die xalam, die kora und andere Saiteninstrumente verwendeten Angelleinen aus Nylon haben gegenüber Pferdehaar mehrere Vorteile: Sie brechen seltener, sind kostengünstiger und weniger temperaturabhängig. Die höhere Zugfestigkeit von Nylon erlaubt es den Musikern, die Saiten stärker zu spannen, um höhere und damit klarere Töne zu produzieren. Eine Saite besteht aus zwei oder mehr, auf etwa 80 Zentimeter Länge abgeschnittenen Angelleinen. Diese werden zusammen unter eine Hautwicklung geschoben und mit dieser verknotet. Am freien Ende beginnend werden die Angelleinen zwischen den Handflächen gedreht und auf der gesamten Länge zu einem Bündel gewickelt, bevor die fertige Saite über die Kerbe am Steg, in einer Schlaufe unter dem Spießende, durch das Loch im Steg gezogen und dort verknotet wird.
Bei einer xalam vom Ende des 19. Jahrhunderts, die im Metropolitan Museum of Art aufbewahrt wird, misst der Korpus 48,5 Zentimeter in der Länge, 9 Zentimeter in der Breite und 8,5 Zentimeter in der Höhe. Damit gehört diese xalam zu den typischen  westafrikanischen Binnenspießlauten mit einem allgemein 40 bis 45 Zentimeter langen und 10 Zentimeter breiten Korpus. Xalam werden nach ihren Abmessungen in vier Varianten eingeteilt. Bopp (regional auch bappe) heißt der größte Typ mit den längsten Saiten und damit dem tiefsten Klang, dem dickwandigsten Resonanzkörper und dem höchsten Gewicht. Die nderr (auch n’déré) ist kleiner und leichter. Hinzu kommen nderattul und joxé. Beim letztgenannten Typ sind die Wände des Resonanzkörpers wesentlich dünner. Die Größen der vier Varianten sind nicht festgelegt, sodass sie im Sortiment eines Herstellers lediglich in einer relativen Abstufung zueinander stehen. Ein xalam-Spieler (xalamkat) unterscheidet üblicherweise nur zwischen der dickwandigeren größeren bopp und der dünnwandigeren nderr. Typische Maße für den Vergleich zwischen diesen beiden Typen in Zentimetern:
- bopp: Gesamtlänge 75, Länge des Spießes 68, Länge des Korpus 41, Breite 11, längste Saite 61, Gewicht 1860 Gramm
- nderr: Gesamtlänge 59, Länge des Korpus 36, Breite 10, längste Saite 51, Gewicht 1120 Gramm.

Im Ensemble qualifiziert sich die nderr als das höher klingende Melodieinstrument des musikalischen Leiters und die bopp als Bassbegleitung. Entsprechend sind die Stimmungen (fodet) der Instrumente unterschiedlich. Die Stimmung der nderr heißt fodeti ardiné („leitende Stimmung“) oder fodeti kau („hohe Stimmung“) und enthält einen Oktavsprung zwischen Saite 1 und Saite 2: f1–f–b–g1–a1. Die übliche Stimmung der bopp heißt fodeti ordinaire („folgende Stimmung“) oder fodeti soof („tiefe Stimmung“), beinhaltet eine Septime zwischen Saite 1 und Saite 2: d1e–a–f1–g1.Bei beiden Stimmungen werden die Tonhöhen relativ genau eingehalten. Gewisse Abweichungen bei den Tonhöhen sind den unzureichenden Möglichkeiten zur Feinstimmung der Hautstreifen am Saitenträger geschuldet. Deshalb werden nichttraditionelle Instrumente seitlich am Saitenträger mit von der Gitarre übernommenen Stimmmechaniken ausgestattet. Gestimmt werden die Saiteninstrumente üblicherweise auf den Grundton  F nach den Klangplatten mit fixen Tonhöhen am balafon, mit dem sie in vielen Ensembles zusammenspielen. Daneben gibt es noch einige selten verwendete Stimmungen, die nur bei ein oder zwei Liedern vorkommen, etwa fodeti deegu, dem Namen nach eine „mittlere Stimmung“. Diese entspricht der Stimmung baleyo („schwarz“) der Tukulor bis auf die fünfte Saite, die bei vielen Instrumenten der Tukulor fehlt.

## Spielweise

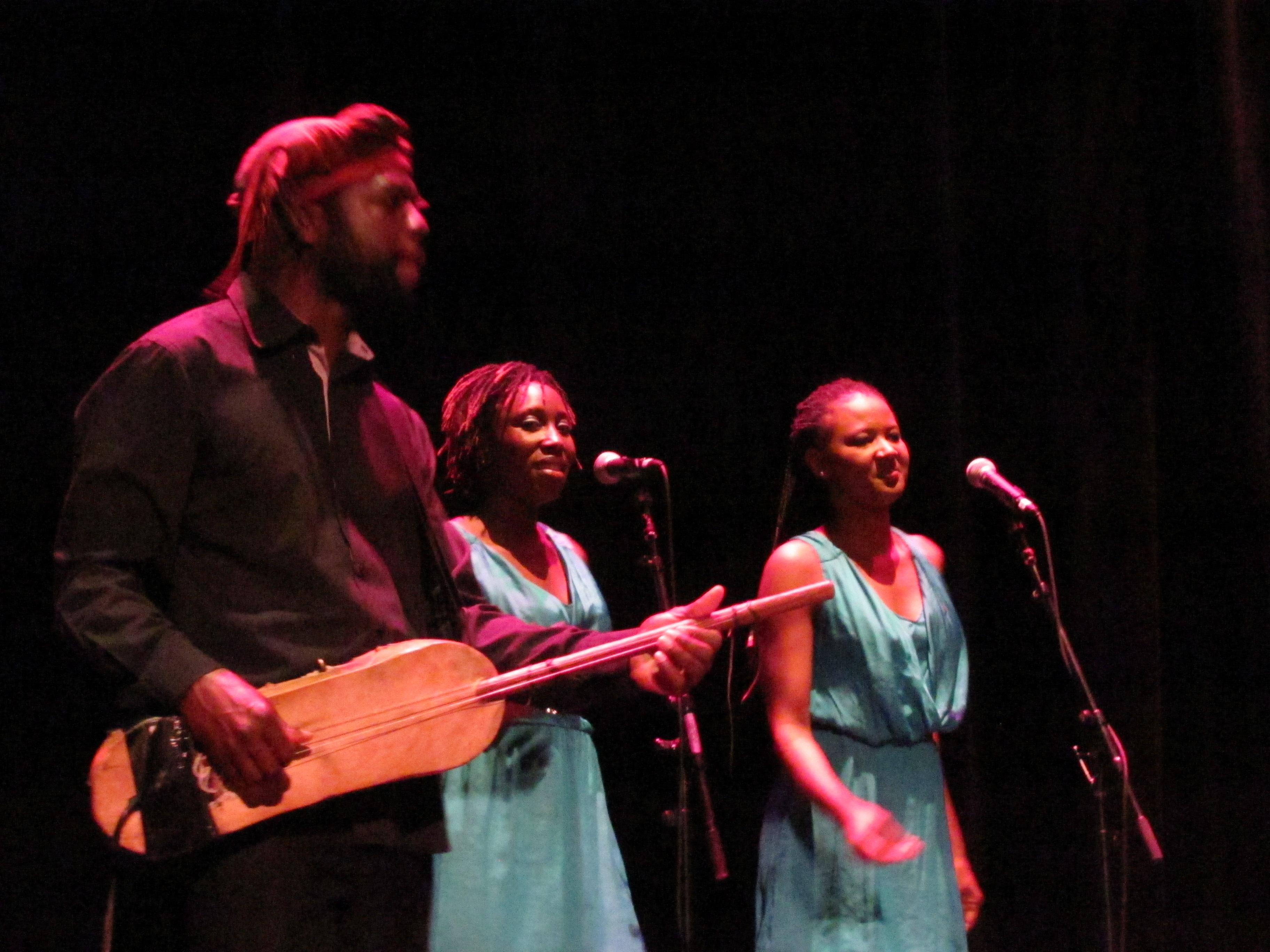
Viersaitige ngoni mit elektrischem Tonabnehmer, gespielt von Mamah Diabaté in der Band von Rokia Traoré, 2013.

Von den fünf Saiten werden zwei (in Spielhaltung von oben nach unten durchnummeriert: Saite 2 und 3) zur Melodiebildung verwendet, die übrigen kürzeren Saiten (1, 4 und 5) sind wenig oberhalb vom Korpusrand befestigt und werden stets unverkürzt als Melodiesaite oder Bordun gezupft. Die fünfte Saite kam in der ersten Hälfte des 20. Jahrhunderts hinzu.
Beim Spiel der wie eine Gitarre gehaltenen xalam ruht der Ballen der rechten Hand am Rand der Decke, während der Zeigefinger die Melodiesaiten 2 und 3 von unten nach oben anzupft. Der Mittelfinger zupft die Saiten 4 und 5 nach oben und der Daumen, der ständig an Saite 1 liegt, zupft diese nach unten. Bei gelegentlich besonders akzentuiertem Spiel schlägt der Zeigefinger in schneller Wiederholung von oben nach unten. Die Saiten werden ungefähr 7–8 Zentimeter oberhalb des Stegs gezupft. Überwiegend basiert die Musik aus dem Wechsel zwischen Daumen und Zeigefinger, während der Mittelfinger selten zum Einsatz kommt. Parallelen bestehen zu traditionellen Spielweisen auf dem amerikanischen Banjo. Manchmal schlagen die Musiker zwischendurch mit der rechten Hand auf den Korpus, was sie als ergänzende „Antwort“ auf die von der Melodie aufgeworfene „Frage“ verstehen, wie Michael Theodore Coolen (1983) erfuhr. Dies ist eine Übernahme vom Spiel der kora.
Mit der linken Hand werden die Saiten auf dem Hals verkürzt. Die beiden langen Melodiesaiten werden mit Zeigefinger, Mittelfinger und Ringfinger gegriffen. Die drei kürzeren Saiten werden nicht gegriffen. Die Fingernägel der linken Hand sollten lang sein, denn sie werden häufig leicht auf die Saiten gelegt, um zur Ornamentierung der Melodie ein kratzendes Geräusch zu ergänzen. Diese Technik wird bos („berühren“) genannt und in der Notation als kleines b rechts neben der Note vermerkt. Es werden keine Lagen unterschieden, die linke Hand bleibt während des Spiels unverändert an ihrer Position, die sich nur nach den beiden Stimmungen ardiné und ordinaire unterscheidet. Die Position wird so gewählt, dass die wesentlichen Melodietöne – der Grundton für den Zeigefinger und die Quinte darüber für den Ringfinger – bequem erreichbar sind.
Neben dem für jede Melodie zentralen Grundton (danné, „Platz, um sich niederzusetzen“) werden die von Saite 1 produzierte Oktave, die Quinte, Quarte und die große Sekunde hervorgehoben. Der Rhythmus in einem generell schnellen Tempo wird häufig noch durch eingeschobene Triolen und Hemiolen forciert. Die wechselnde Folge von rhythmischen Zweier- und Dreiermustern nennen die Wolof robojé („etwas auseinander treiben“).
Zum Repertoire gehören wenige traditionelle Lieder der Wolof, überwiegend übernehmen die xalamkat traditionelle und moderne Lieder aus dem Repertoire der benachbarten Mandinka, Fulbe und Tukulor. Thematisch verteilt sich das Repertoire auf Preislieder, Spottlieder, Liebeslieder und Lieder, die von Kriegen erzählen. Die letzte Gruppe der historischen Themen ist bei den traditionellen Liedern am größten. In ihnen wird über historische Persönlichkeiten berichtet, vor allem über Sundiata Keïta, einen König des Malireichs im 13. Jahrhundert, der nur aus solchen Überlieferungen bekannt ist, und über Alfa Yaya von Labé, einen Fulbe-Kriegsherren im 19. Jahrhundert, der sich durch den Dschihad der Fulbe hervortat.
Für die Beschreibung der mit der xalam gespielten Musik werden die Begriffe fodet und tukull herangezogen. Die Stimmung (fodet) beinhaltet neben der melodischen Formel auch ein Rhythmusmuster, die beide für die Dauer des Liedes wiederholt werden. Sie gehören spezifisch zu einer bestimmten Erzählung und sind an die Melodie der Gesangsstimme angepasst. Für die melodieführende und die als Bass begleitende xalam werden die fodet in ardiné und ordinaire unterschieden. Zwischen dem von festgelegten fodet begleiteten Gesangsvortrag werden tukull-Abschnitte eingeschoben. Tukull ist ein improvisiertes Zwischenspiel, das dem Sänger eine Pause erlaubt und den Lautenspieler (häufig in einer Person) seine spieltechnischen Fertigkeiten demonstrieren lässt.
Die xalamkat werden als Griots betrachtet, die auf Wolof gewel (entsprechend Mandinka jali) genannt werden. In dieser Eigenschaft nehmen sie die traditionellen Aufgaben als Preisliedsänger und Berater von Herrschern wahr. Darüber hinaus sind sie nach der Tradition als Boten zwischen Häuptlingen und Dorfbevölkerung, Heiler, Wahrsager und Ahnenforscher tätig. In der Gesellschaft der Wolof gehören die xalamkat zu einer endogamen Berufskaste, die nyeeno genannt wird. Der Name xalamkat enthält das Wolof-Suffix -kat, das „jemand, der etwas macht“ bedeutet. Vermutlich gehört hierzu auch der afrikanisch-amerikanische Slangausdruck hip cat vom Anfang des 20. Jahrhunderts, der auf Wolof hepikat („jemand, der durchblickt“) zurückgeht und aus dem sich das englische hip entwickelte (für jemand, der sich mit modernen kulturellen Trends auskennt).

## Vorläufer des Banjos
Die Vorbilder für die Entwicklung des heutigen amerikanischen Banjos, die ab dem zweiten Viertel des 19. Jahrhunderts stattfand, sind Spießlauten aus Westafrika, die mit westafrikanischen Sklaven in die Karibik und nach Nordamerika gelangten. Der britische Arzt Hans Sloane gab 1687 nach seinem Aufenthalt in Jamaika die erste Beschreibung eines karibischen Banjos, das damals noch einen Korpus aus einer Kalebassenhalbschale besaß. Bis in die 1830er Jahre wurden Banjos ausschließlich von Schwarzen gespielt. Von den über 60 in Westafrika namentlich erfassten Zupflauten, die mehr oder weniger stark dem Banjo ähneln, wurden für die beiden Typen der Binnenspießlaute – mit länglichem Holzkorpus und mit einem kreisrunden Kalebassenkorpus – die xalam (ngoni) und die akonting als mögliche Vorläufer des Banjo herausgestellt.
Zunächst erkannte der Blues-Experte Paul Oliver 1970 (in: Savannah Syncopators: African Retentions in the Blues) die xalam als den wahrscheinlichsten Ursprung des Banjos. Ein früher Name des Banjos ist banshaw. Dieses Wort kommt zwar im heutigen Wolof nicht mehr vor und ist wahrscheinlich europäischen Ursprungs, bezeichnete aber früher gitarrenähnliche Instrumente in der Region Senegambia. Parallelen sind die beim frühen Banjo und unter anderem bei der xalam früher verwendeten Pferdehaare für die Saiten und vor allem die musikalischen Gemeinsamkeiten. Aus Pferdehaar besteht auch die einzige Saite der Wolof-Fiedel riti, besser bekannt unter dem Fulbe-Namen nyanyaur, mit einem runden Kalebassenkorpus. Binnenspießlaute und Fiedel wurden traditionell zusammengespielt, häufig zusätzlich mit einer zur rhythmischen Begleitung geschlagenen Kalebasse. Die Trio-Besetzung von xalam, nyanyaur und Kalebasse entspricht dem im 18. und 19. Jahrhundert in den Vereinigten Staaten populären Ensemble aus (Kalebassen-)Banjo, Fiddle und Tamburin. Eine Übernahme könnte auch die Technik sein, wie die Saiten bei der xalam im Wechsel mit Daumen und Zeigefinger gezupft werden, die beim Banjo frailing oder clawhammer genannt wird. Die vom Daumen gezupfte höchste Saite, die beim Banjo seitlich am Hals endet, gleicht der kurzen Saite 1 der xalam. Michael Theodore Coolen verweist auf strukturelle Einflüsse der xalam-Musik, wenn er die senegalesischen fodet in den harmonischen Strukturen des Blues erkennt. Gerhard Kubik (1999) äußert sich skeptisch zur senegambischen Wurzel des Blues und verortet dessen Ursprung weiter östlich in der zentralen Sudanregion (Mali, Ghana, Nigeria).
Gegen Binnenspießlauten vom xalam-Typ als die unmittelbaren Vorläufer des Banjos sprechen die erkennbar völlig andere Korpusform und ein sozialer Aspekt. Die xalam wurde nur von der vererblichen Kaste der Griots gespielt, die wegen ihrer rituellen Funktion unentbehrlich und deshalb wohl vor dem Verkauf in die Sklaverei besser geschützt waren. Dies macht als Vorbild eine Nicht-Griot-Binnenspießlaute wahrscheinlicher.
Bis um 2000 galten xalam und ngoni als die nächsten Vorläufer des Banjos, dann traten aus den letztgenannten und weiteren Gründen nicht von Griots gespielte Spießlauten mit einem runden Korpus, namentlich die akonting der Diola, ins Zentrum der Betrachtungen.